# Amos Cardarelli
Amos Cardarelli (6. březen 1930, Monterotondo, Italské království – 1. červenec 2018, Řím, Itálie) byl italský fotbalový obránce a trenér.

## Kariéra
Během své kariéry odehrál 11 sezon za  prvoligový Řím, Udinese, Inter a Lecco celkem 259 zápasů a vstřelil 3 góly. V sezóně 1951/52 vyhrál s Římem 2. ligu.
Za reprezentaci nikdy nenastoupil i když byl nominaci na OH 1952.
Po ukončení hráčské kariéry se stal trenérem.

## Úspěchy

### Klubové

#### Národní
- vítěz 2. italské ligy (1x)

Řím: 1951/52

### Reprezentační
- 1× na OH (1952)